# Abaixidze

armes dels Abaixidze.

Abaixidze (georgià აბაშიძე) és una família aristocràtica de Geòrgia. Apareix al segle xv i va assolir el seu major poder al regne d'Imerècia al segle xvii amb branques a Georgià oriental, als regne de Kakhètia i Kartli així com la regió sud-oest llavors otomana- a Adjària. Després de l'annexió russa dels principats georgians, la família fou confirmada com a Knyaz (títol nobiliari eslau de reialesa) Abaixidze (rus Абашидзе) per decret del tsar de 1825.

## Història
La família Abaixidze possiblement derivava de la casa georgiana medieval noble de Liparit o Liparit-Orbeliani, però la llegenda familiar sosté la seva descendència d'un oficial d'Abissínia anomenat Abash (Habash) que havia acompanyat presumptament l'exèrcit àrab de Marwan Ibn Muhammad a Geòrgia al segle VIII; es diu que Abash es va quedar a Geòrgia i va esdevenir noble quan va salvar la vida d'un príncep hereu de Georgià que fou atacat per un llop.
El primer enregistrament sobre els Abaixidze es remunta a l'última part del segle xv. Pels anys 1540, ja estaven en possessió d'un gran feu dins del regne d'Imerècia situat en la seva part oriental i anomenat Saabaixidzeo (სააბაშიძეო; literalment, "[la terra] d'Abaixidze"). La família arribava al seu major poder a l'inici del segle xviii quan posseïa 78 pobles, uns quants castells, fortaleses, esglésies i monestirs i 1.500 serfs domèstics. El príncep Jordi-Malakia Abaixidze fou no sols el vassall més poderós de la corona d'Imerècia sinó un "creador de reis" i rei de facto de 1702 a 1707. La família va passar a Geòrgia oriental quan Irakli II, rei de Kartli i de Kakhètia, va concedir el 1774 al seu sogre el príncep Zaal Abaixidze i a les seva descendència masculina, propietats a Kakhètia. Una branca menor també es va establir a Kartli. Una mica abans, als primers anys del segle xviii, un representant de la línia d'Imerècia, es va posar al servei dels otomans i es va instal·lar a Batum on els seus descendents assoliren l'ofici de sandjakbeg.
L'annexió russa d'Imerècia el 1810 va suposar el final del Saabaixidzeo. En endavant, la família s'equiparava a altres famílies nobles de l'Imperi Rus sent confirmats com a prínceps el 20 de setembre de 1825. El 29 de juliol de 1876, el príncep Simon Abaixidze (1837-1891) va rebre el dret d'assumir el cognom i escut d'armes del seu sogre, l'últim noble ucraïnès Semyon Davidovich Gorlenko, per a si mateix i els seus descendents de línia mascla (Abaixidze-Gorlenko Абашидзе-Горленко) però va morir sense un hereu masculí.
La família ha sobreviscut fins al segle xxi i ha produït uns quants escriptors notables, personatges públics i polítics, entre els quals destaca Aslan Abaixidze, president i autòcrata d'Adjària els darrers anys del segle XX i al començament del segle xxi, ara refugiat a Rússia.

## Membres notables
- Jordi-Malakia Abaixidze
- Vaso Abaixidze
- Kita Abaixidze
- Kita Abaixidze
- Memed Abaixidze
- Grigol Abaixidze
- Irakli Abaixidze
- Aslan Abaixidze